# ساروف (گران‌بوی)
ساروف (به لاتین: Sarov) یک منطقه مسکونی در جمهوری آذربایجان است که در شهرستان گران‌بوی واقع شده است. ساروف ۸۵۴ نفر جمعیت دارد.